# Забєлино (Архангельська область)
Забєлино (рос. Забелино) — присілок в Ленському районі Архангельської області Російської Федерації.
Населення становить 128 осіб. Входить до складу муніципального утворення Козьминське поселення.

## Історія
Від 2004 року входить до складу муніципального утворення Козьминське поселення.

## Населення
| 2002 | 2010 | 2012 |
| ---- | ---- | ---- |
| 119  | ↘104 | ↗128 |